# Apanteles anthedon
Apanteles anthedon är en stekelart som beskrevs av Nixon 1965. Apanteles anthedon ingår i släktet Apanteles och familjen bracksteklar. Inga underarter finns listade i Catalogue of Life.